# Human Spirit
Human Spirit est un groupe français ayant vu le jour en 1986 à Paris XIVe.

## Biographie
Leur musique est une fusion entre le reggae, le funk, le jazz et un brin de rock, résolument engagée et toujours soutenue par une section de cuivres, qualifiée de "urban reggae". Human Spirit peut être considéré comme un des premiers groupes de reggae français à avoir sillonné les routes de l'hexagone[réf. nécessaire].
Malgré des morceaux tels que "RMI", "Police", "Rien à péter", "Carolina", fortement soutenus par Radio Nova, Actuel, ou les radios indépendantes, leurs succès discographiques furent plus mitigés.
Souvent associés à l'Hôpital éphémère, ils firent partie, au côté de FFF, Vercoquin, Juan Rozoff et Malka Family, de ce qui fut alors qualifié de "nouvelle scène groove parisienne"[réf. nécessaire].
Lauréat du FAIR en 1994, le groupe décida de se dissoudre fin 1998, à peine un an après la sortie de son troisième album "Partisan", en ayant tout de même fortement influencé la future scène reggae francophone alors en plein essor[réf. nécessaire].

## Après Human Spirit
- Le flûtiste Magic Malik a fait partie du groupe pendant dix ans. Il est depuis devenu une figure importante de la scène jazz française, tout comme le saxophoniste Denis Guivarc'h[1].

### À noter
- Le 1er bassiste, Gaby Amireille, joue avec Pakal King.
- Le 2e bassiste, Thierry Negro, joue avec Faya Dub et Villa St Michel.
- Le chanteur Jam a poursuivi dans un style hybride RPR (Reggae Pop'n'Roll), entre autres avec les Pigments Libres.
- Jean-Siegfried Kutemeier joue de la trompette dans Duotrio
- D'autres musiciens du groupe; comme Hubert Motteau, Didier Bolay, Serge Lavalette, Yann Batisse sont présents sur scène ou sur disques aux côtés de divers artistes.

## Discographie
- 1989 : Rlack Boots avec Malka Family et Clark International (Platform)
- 1992 : No pasaran
- 1993 : L'esprit humain
- 1997 : Partisan

Human Spirit apparaît également sur :
- 1997 : It's a frenchie reggae party
- 1999 : Let's skank
- 2000 :  Collectif reggae ragga
- 2006 : Coffret 25 ans de Radio Nova en 25 CD